# Nadezhda Kucher
Nadezhda Kucher, (en ruso: Надежда Анатольевна Кучер; n. 18 de mayo de 1983 en Minsk, Unión Soviética) es una cantante soprano.

## Biografía
Kucher nació en Minsk en 1983. En 2003 se graduó en el Departamento de Teoría Musical de la Escuela Superior de Música del Estado de Minsk .
En 2006 ganó el 1.er premio en el concurso vocal del Festival de Música Religiosa «Mahutny Bozha». En 2007 ganó el 1.er premio en dos concursos internacionales: el Concurso de Bibigul Tulegenova en Kazajistán y el Concurso de Irina Bogacheva en San Petersburgo. También en 2007 hizo su debut operístico en el Teatro de Ópera y Ballet del Conservatorio de San Petersburgo, cantó Marfa en la ópera La novia del zar de Rimski-Kórsakov. En 2009 comenzó a actuar en el Teatro Mikhailovsky de San Petersburgo, su papel debut fue Violetta en La Traviata de Verdi . En el mismo teatro interpretó otros papeles para soprano lírica y coloratura, como la Princesa Eudoxia en La Juive de Galevi, Oscar en Un ballo in maschera de Verdi .
En 2011 se graduó en el Conservatorio de San Petersburgo con el Diploma de Vocalista (clase de la Artista Distinguida, profesora Tamara Novichenko, y clase de cámara de Kira Izotova).
En agosto de 2011 ganó el 1.er premio en el Concurso de Jóvenes Cantantes de Ópera de Mikhailov (Cheboksary, Rusia).
En 2012, Teodor Currentzis la invitó a formar parte del conjunto de solistas del Teatro Estatal de Ópera y Ballet Chaikovski de Perm. En mayo de 2012, participó en el Festival Internacional Diaghilev y obtuvo el papel de Medea en el estreno ruso de la ópera de Pascal Dusapin "Medea Material". Por este papel, recibió la Máscara de Oro en Moscú en abril de 2013.
En junio de 2015, Kucher se convirtió en ganadora del premio principal en el concurso de Cardiff Cantantes del Mundo .